# 吉岡圭
吉岡 圭（よしおか けい、1991年6月6日 - ）は、兵庫県出身の元女子サッカー選手。ポジションはフォワード。

## 来歴
2008年10月、U-17女子ワールドカップに臨むU-17日本代表に選出された。大会では3試合に出場し、初戦のアメリカ戦では、1得点を決めた。
2010年に、バニーズ京都SCに入団した。

## 代表歴
- U-17日本代表
  - 2008 FIFA U-17女子ワールドカップ; ベスト8（3試合1得点）